# Bogolanfini
Bògòlanfini of Bogolan, letterlijk vertaald "modderdoek", is een traditionele Afrikaanse textielsoort. De oorsprong ervan ligt bij het Bambara-volk in West-Afrika. Ook het Dogon-volk in Mali maakt een variant van deze stof. De term "Fini" of "Fani" is in Mali en omstreken de algemene term voor stof, doek of weefsel.

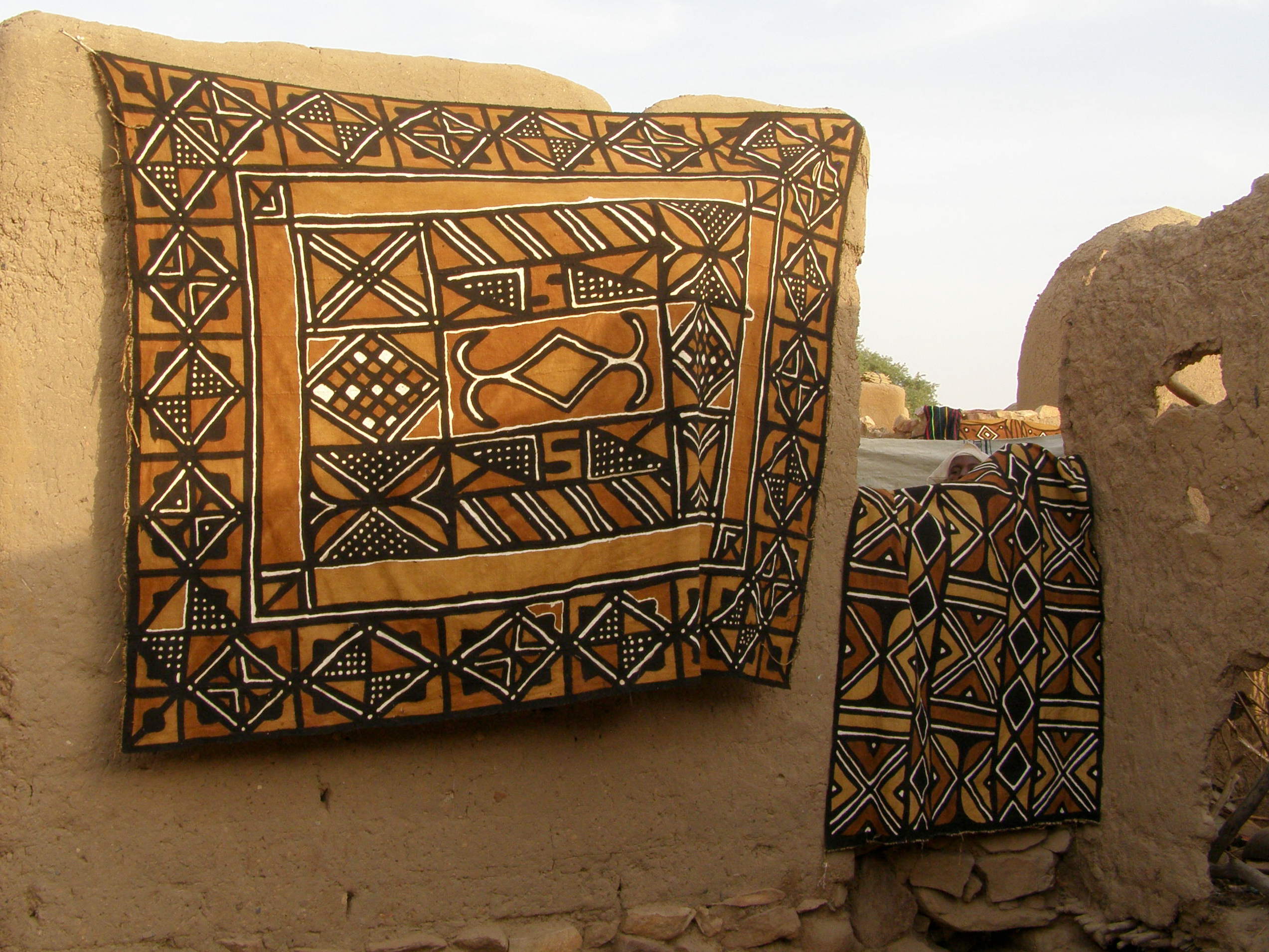
Productie van Bogolan in Mali.

## Gebruik
Bògòlanfini is uitgegroeid tot een symbool voor de culturele identiteit van Mali. Men verwerkt ze tot mannenkleding, vooral voor jagers. Ook vrouwen dragen de stof, maar dan als omslagdoek of pagne, meestal in verband met de besnijdenis.
Sommige stijlen zijn bedoeld om de persoon die ze draagt te doen schitteren en opvallen. Andere zijn meer intiem, worden soms onzichtbaar onder de kleding gedragen en moeten de drager verbinden met onzichtbare krachten en geesten.

## Techniek

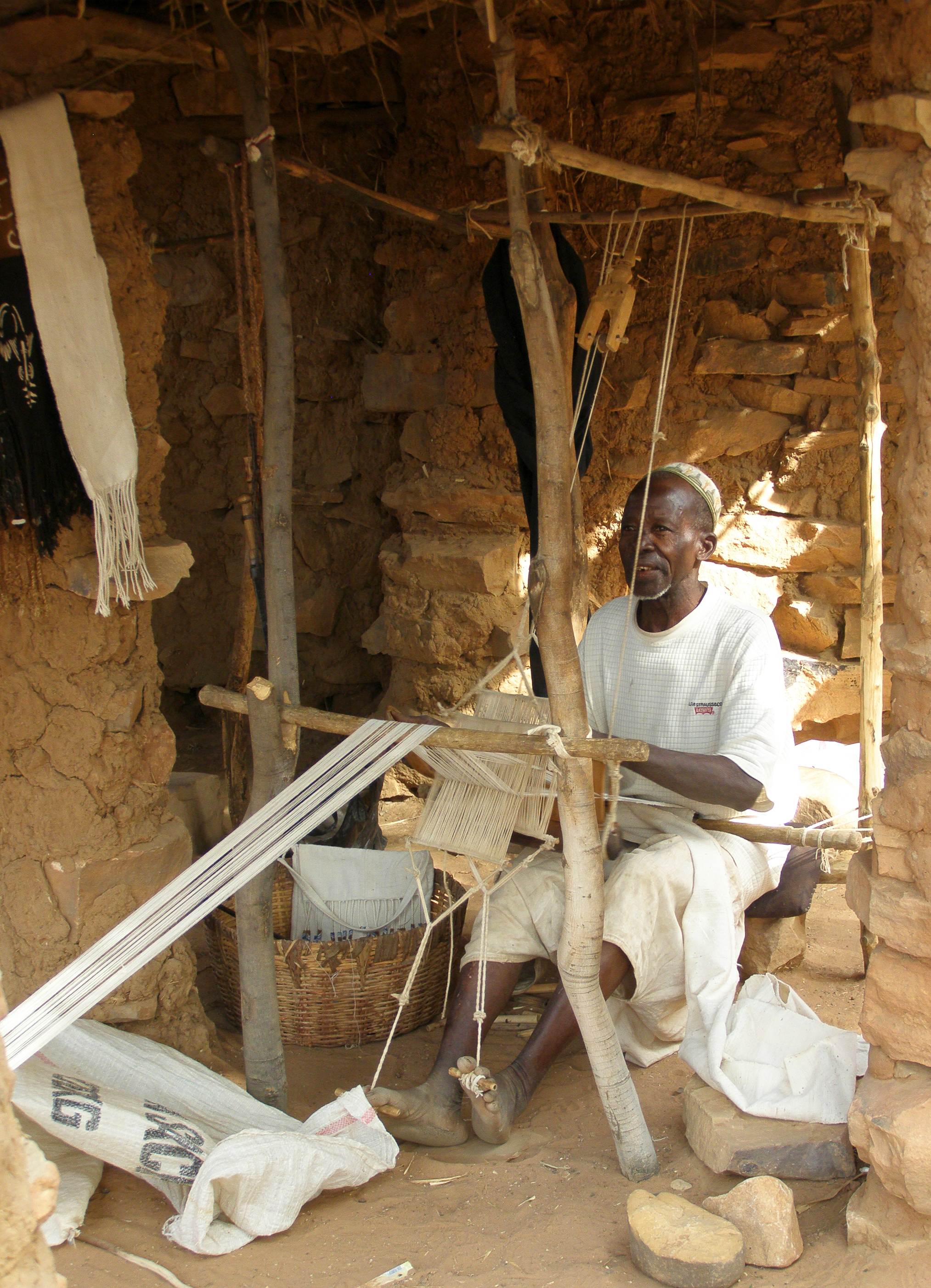
Weven op een smalbandgetouw voor de productie van Bogolan stof in Mali.

De traditionele productie van Bògòlanfini of moddertextiel is een proces waarbij verschillende makers met specifieke vaardigheden betrokken zijn. Het katoen wordt na de oogst doorgaans door vrouwen gereinigd, gekamd en tot draad gesponnen. Vervolgens weven mannen de draden tot stoken stof op een smalbandgetouw. De weefsels variëren tussen 10 en 25 cm breed en worden op hun beurt door mannen aan elkaar genaaid tot grotere lappen stof of kledingstukken. 
Het verven gebeurt met planten en aarde. Dit werk wordt voornamelijk gedaan door vrouwen. Een eerste verfbad geeft de stof een gele kleur. Vervolgens schilderen vrouwen er met de hand motieven op, vaak in verschillende lagen en kleurtinten. Soms worden gele, onbeschilderde delen nadien nog met een bijtende zeep gebleekt, zodat een witte tekening ontstaat.
De stof dankt haar naam aan de verf, een speciale soort modder. Die wordt gewonnen uit rivierbeddingen en fermenteert tot een jaar lang in potten uit klei. Het resultaat is een diepe, donkerbruine kleur die door een chemische reactie aan de stof blijft hechten wanneer men de modder eraf wast. Na langdurig gebruik verandert de donkerbruine kleur in een variatie aan bruintinten. 
De originele, met de hand geverfde stoffen zijn erg kostbaar. Net als bij vele andere Afrikaanse textieltradities zijn er tegenwoordig ook machinaal gedrukte kopieën op de markt.